# Cantón de Ossun
El cantón de Ossun es una división administrativa francesa, situada en el departamento de Altos Pirineos y la región de Mediodía-Pirineos.

## Composición
El cantón de Ossun incluye diecisiete comunas:
- Louey
- Averan
- Azereix
- Barry
- Bénac
- Gardères
- Hibarette
- Juillan
- Lamarque-Pontacq
- Lanne
- Layrisse
- Loucrup
- Luquet
- Orincles
- Ossun
- Séron
- Visker